# Вербицкая, Евгения Матвеевна
Евге́ния Матве́евна Верби́цкая (10 ноября 1904, Екатеринослав — 5 июля 1965, Москва) — советская оперная певица (меццо-сопрано), заслуженная артистка РСФСР (1940).

## Биография
Родилась в Екатеринославе в семье каменского Киевской губернии мещанина Мотя Хаимовича Вербицкого и Сони Вербицкой. Училась в Киевской консерватории у М. Энгель-Крона; в 1927 году окончила Московскую консерваторию. Пела в труппе Киевского театра оперы и балета, с 1931 года — в труппе Государственного академического театра оперы и балета (Ленинград). В годы Великой Отечественной войны — солистка Ленинградской филармонии, выступала в концертах в воинских частях и госпиталях Новосибирска, где тогда находился коллектив Филармонии. В 1946 году гастролировала в Австрии и Чехословакии.
В 1948—1959 годах — солистка Большого театра. Выступала также как концертная певица.
Похоронена на Востряковском кладбище.

## Творчество
Концертный репертуар включал романсы русских композиторов, Девятую симфонию Бетховена (исполняла под управлением Е. А. Мравинского), кантаты «На поле Куликовом» Ю. Шапорина и «Александр Невский» С. Прокофьева.

### Оперные партии
Киевский театр оперы и балета
- «Сказки Гофмана» Ж. Оффенбаха — Никлаусс
- «Фауст» Ш. Гуно — Зибель
- «Пиковая дама» П. Чайковского — Полина; Миловзор

Государственный академический театр оперы и балета (Ленинград)
- «Вильгельм Телль» Дж. Россини — Гедвига
- «Юдифь» А. Серова — Юдифь
- «Русалка» А. Даргомыжского — Княгиня
- «Евгений Онегин» П. Чайковского — Ольга
- «Князь Игорь» А. Бородина — Кончаковна
- «Руслан и Людмила» М. Глинки — Ратмир
- «Любовь к трём апельсинам» С. Прокофьева — Клариче
- «Щорс» Г. Фарди — Матуля
- «Иван Сусанин» М. Глинки — Ваня
- «Сказка о царе Салтане» Н. Римского-Корсакова — Бабариха

Большой театр
- «Русалка» А. Даргомыжского — Княгиня
- «Дубровский» Э. Направника — Егоровна
- «Пиковая дама» П. Чайковского — Графиня
- «Иван Сусанин» М. Глинки — Ваня
- «Евгений Онегин» П. Чайковского — Няня
- «Псковитянка» Н. Римского-Корсакова — Власьевна
- «Майская ночь» Н. Римского-Корсакова — Свояченица
- «Декабристы» Ю. Шапорина — Щепина-Ростовская

## Награды и признание
- лауреат 1-го ленинградского конкурса на лучшее исполнение произведений советских композиторов (1937)
- диплом Всесоюзного конкурса вокалистов (1939)
- Заслуженная артистка РСФСР (1940)
- орден «Знак Почёта» (1939)[3]
- медали